# Dan Rhodes
Dan Rhodes född 1972, är en brittisk författare som bor i Skottland.
Rhodes är kanske mest känd för romanen Timoleon Vieta Come Home, som är en omarbetning av den populära filmen Lassie Come Home.

### Novellsamlingar
- Anthropology: And a Hundred Other Stories (2000)
- Don't Tell Me the Truth About Love (2001)

### Romaner
- Timoleon Vieta Come Home (2003)
- The Little White Car (under pseudonymen Danuta de Rhodes) (2004)
- Gold (2007)
- Little Hands Clapping (2010)
- This Is Life (2012)

### Utgivet på svenska
- Skeppsbrott och hundra andra berättelser om kärlek 2003
- Engelsmannens hund 2005

## Priser och utmärkelser
- Author's Club First Novel Award 2003 för Timoleon Vieta Come Home